# Військовий проїзд (Київ)

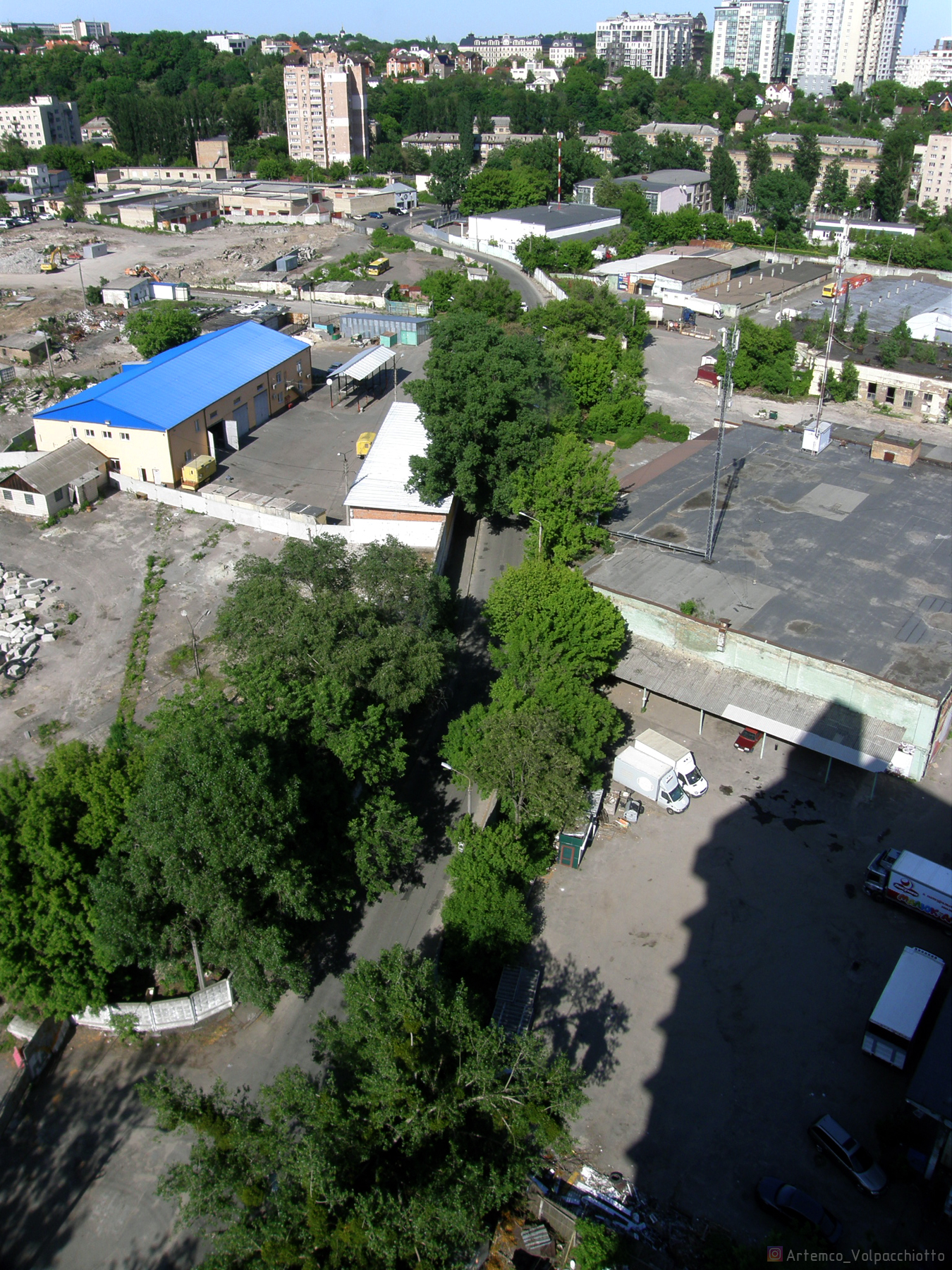
Військовий проїзд, обріслий деревами

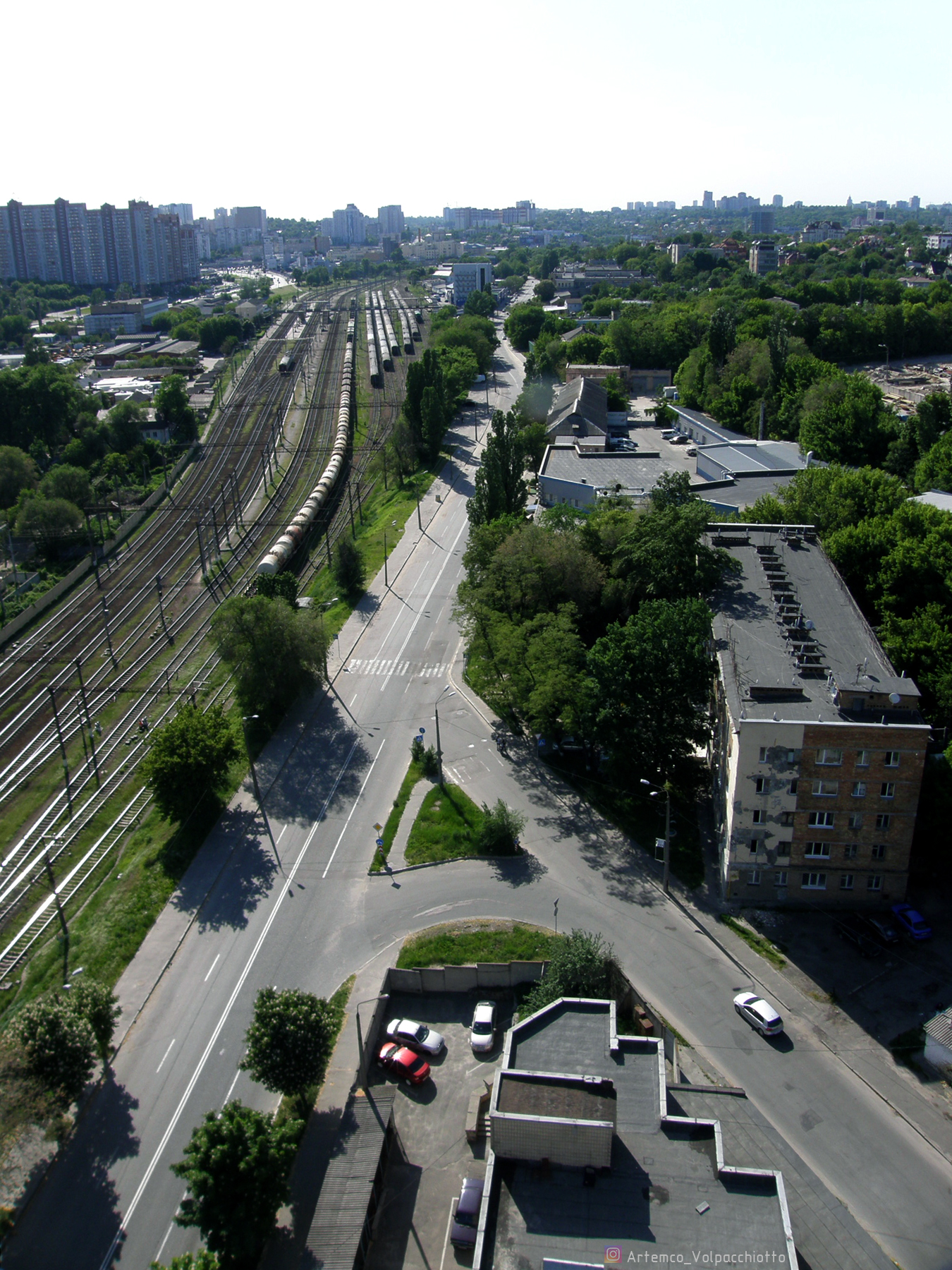
Військовий проїзд (праворуч) прилучається до Залізничного шосе (прямо)

Військо́вий прої́зд — вулиця в Печерському районі міста Києва, місцевість Бусове поле. Пролягає від вулиці Михайла Бойчука до Залізничного шосе. 
Прилучається вулиця Сергія Миронова.

## Історія
Вулиця виникла в 50-ті роки XX століття як продовження Військового шляху (складав більшу частину теперішньої вулиці Михайла Бойчука).

## Установи та заклади
- Державна автоінспекція Печерського району (буд. № 8)